# Georg Bärensprung

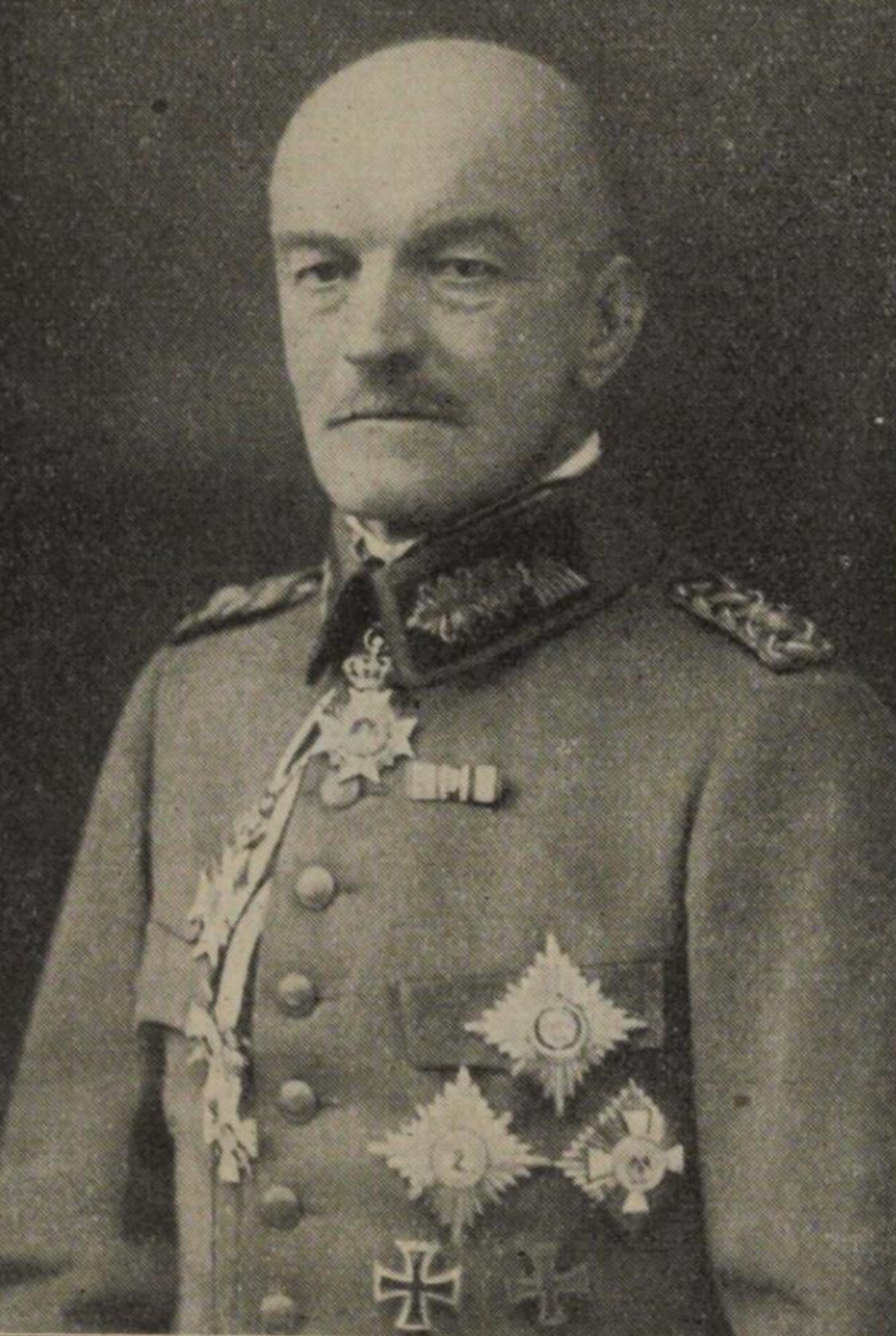
Georg Bärensprung

Georg Franz Julius Bärensprung (* 26. Dezember 1860 in Schwerin; † 31. März 1935 in Dresden) war ein sächsischer Generalleutnant.

## Leben

### Herkunft und Familie
Bärensprung entstammte der Schweriner Buchdruckerfamilie Bärensprung. Er heiratete am 14. Oktober 1918 in Dresden die Witwe Margarethe von Brück.

### Karriere
Bärensprung trat 1875 als Kadett in den Kadettenkorps der sächsischen Armee ein und wurde im April 1879 als charakterisierter Portepeefähnrich dem 4. Infanterie-Regiment Nr. 103 überwiesen. 1880 erfolgte seine Beförderung zum Sekondeleutnant. 1887 wurde er zum Oberleutnant, 1892 zum Hauptmann befördert. Zum Major wurde er am 22. März 1902 befördert. 1906 diente er als Kommandeur des III. Bataillons im 5. Infanterie-Regiment „Kronprinz“ Nr. 104. Nach Beförderung zum Oberstleutnant am 16. April 1907 war er im Stabe des 7. Infanterie-Regiments „König Georg“ Nr. 106 tätig. Nach Beförderung zum Oberst am 11. Juli 1910 diente er als Kommandeur des 8. Infanterie-Regiments „Prinz Johann Georg“ Nr. 107. Am 23. September 1913 erfolgte mit einem Patent vom 10. September 1913 seine Beförderung zum Generalmajor und mit Wirkung vom 1. Oktober 1913 die Ernennung zum Kommandeur der 7. Infanterie-Brigade Nr. 88 in Chemnitz.
Nach Ausbruch des Ersten Weltkrieges führte Bärensprung seine Brigade im Verbund mit der 4. Infanterie-Division Nr. 40 in das neutrale Belgien, wo es zum Massaker von Dinant kam. Im weiteren Verlauf rückte er nach Frankreich vor und nahm an den Kämpfen an der Aisne sowie an der Marne teil, wobei er bei letzterer leicht verwundet wurde. Nach dem deutschen Rückzug lag die Brigade in Stellungskämpfen in der Champagne und nach der Einnahme von Lille in Flandern und im Artois. Für seine Führungsleistung wurde Bärensprung am 15. Oktober 1914 mit dem Ritterkreuz des Militär-St.-Heinrichs-Ordens beliehen. Unter Beförderung zum Generalleutnant übernahm am 5. Juli 1915 vom erkrankten Generalleutnant Karl von Lindeman die 1. Infanterie-Division Nr. 23. Mit diesem Großverband nahm er unter anderem an der Schlacht an der Somme, der Doppelschlacht Aisne-Champagne, der Großen Schlacht in Frankreich, der Schlacht bei Soissons und Reims und der Angriffsschlacht an der Marne und in der Champagne teil. Während der Schlacht an der Somme zeichnete sich seine Division bei der Verteidigung des Abschnitt bei Chaulnes aus. Bei der Abwehr eines französischen Großangriffs konnten seine Truppen am 10. Oktober 1916 rund 600 Franzosen, davon zwei Bataillonskommandeure, gefangen nehmen und außerdem zwei Maschinengewehre erbeuten. Dafür erhielt Bärensprung am 24. November 1916 das Kommandeurkreuz II. Klasse des Militär-St.-Heinrich-Ordens.
Nach Kriegsende führte Bärensprung seine Division in die Heimat zurück, wo er nach der Demobilisierung am 6. Februar 1919 aus dem aktiven Militärdienst schied.